# Portrait de Petronella Buys
Le Portrait de Petronella Buys est un portrait peint en 1635 par Rembrandt. Il montre une jeune femme à la très grande et impressionnante fraise. Il est dans une collection privée.

## Histoire
Plusieurs portraits ovales d'une femme d'Amsterdam du XVIIe siècle ont survécu, soit des pendants, soit des portraits individuels. Ce tableau, avec son pendant, est attribué à Rembrandt depuis le XIXe siècle, bien que cette attribution ait été remise en cause par Bob Haak puis rejetée par le Rembrandt Research Project en 1989.
Ce tableau a été réalisé comme pendant de mariage, mais a été laissé dans la collection de la famille du couple après que celui-ci se fut rendu aux Indes orientales. Il est l'un des rares tableaux de Rembrandt à avoir une provenance du XVIIe siècle, bien qu'il lui manque une provenance continue au XVIIIe siècle. La peinture est restée dans la famille Specx, documentée comme faisant partie de la collection de leur fille Maria en 1655. Il est ensuite documenté comme étant vendu de la collection du marchand d'art CS Roos en 1820, dont le fils CF Roos continue la concession et le rachète en 1830. Il est exposé dans la collection du marchand d'art Katz en 1938 et est ensuite dans les collections d'André Meyer et de Daniel Wildenstein. En 2017, il est vendu lors de la succession de Paul-Louis Weiller pour 3 368 750 GBP.

## Description
Cette peinture est documentée par Hofstede de Groot en 1914, qui écrit :

« 661. PETRONELLA BUYS (vers 1605-1670), épouse de Philips Lucasz. Sm. 497 ; Bode 216; Dut. 263, 272 ; Wb. 200, 458 ; B.-HdG. 118. Demi-longueur, sans mains ; grandeur nature. Environ trente. Elle est tournée un peu vers la gauche, et regarde avec un sourire amical le spectateur. Elle porte une robe noire avec une chaîne en or de plusieurs brins étroits, une collerette garnie de dentelle, et sous celle-ci un deuxième col de dentelle, ajusté, avec une rosette à sa poitrine. Dans ses cheveux châtains se trouve un fermoir en diamant. Le petit bonnet à l'arrière de sa tête est maintenu par un cerceau serti de perles. Un double collier de perles est autour de son cou. La pleine lumière du jour entre par la gauche. Fond gris clair. [Pendant au 660.]
Au dos est inscrit « Jonchvr. Petronella Buys : syne Huysvr. naer dato getrout aen de Hr : Borgermr. Cardan. » Signé à gauche au dessus de l'épaule, « Rembrandt f. 1635 » ; panneau de chêne ovale, 30 pouces par 23 pouces. Mentionné par Bode, p. 405 ; Dutuit, p. 45 ; Michel, p. 558 [433] ; Hofstede de Groot, Oud Holland, xxxi. (1913), p. 236. Exposé à Leyde, 1906, n° 49.
Ventes. CS Roos, Amsterdam, 28 août 1820, n° 85 (180 florins, Engelberts).
- CE Vaillant et J. Sargenton, Amsterdam, 19 avril 1830, n° 74 (540 florins, Roos).
- En possession du marchand d'Amsterdam Roos, 1836 (qui l'a évalué à 500 florins), selon Sm.

Vente. Adrian Hope, Londres, 30 juin 1894, n° 56 (^1365).
- En possession de C. Sedelmeyer, Paris, « Catalogue de 300 peintures », 1898, n° 126.
- En la possession de M. Knoedler and Co., New York.
- Dans la collection de Joseph Jefferson, New York.
- En possession de A. Preyer, La Haye.
- En possession de F. Kleinberger, Paris.
- Dans la collection de A. de Ridder, Cronberg.
- Dans la collection de M. van Gelder, Uccle, Bruxelles. »

## Sujet
En 2017, le portrait est vendu chez Christie's à Londres comme un portrait de Rembrandt de l'épouse de Philips Lucasz, que la mariée a rencontré quelques années plus tôt à Batavia où Philip était basé avec la Compagnie néerlandaise des Indes orientales (VOC). Petronella s'y est rendue en 1629 avec sa sœur Maria Odilia Buys et son mari Jacques Specx, également employé par la VOC. En 1633, Philips et Petronella se marient peu après leur retour en Hollande, le 4 août 1634 à La Haye. Ils retournent ensemble aux Indes orientales le 2 mai 1635 ; Petronella devient veuve six ans plus tard. Elle retourne immédiatement aux Pays-Bas et s'installe sur le Keizersgracht à Amsterdam. Le 21 décembre 1645, elle se marie à Amsterdam avec Johan Cardon, maire de Flessingue et directeur du VOC. Elle meurt le 26 septembre 1670 à Flessingue. Le tableau est probablement un cadeau de la mariée à sa sœur, comme un moyen de se souvenir d'elle après son départ pour les Indes.

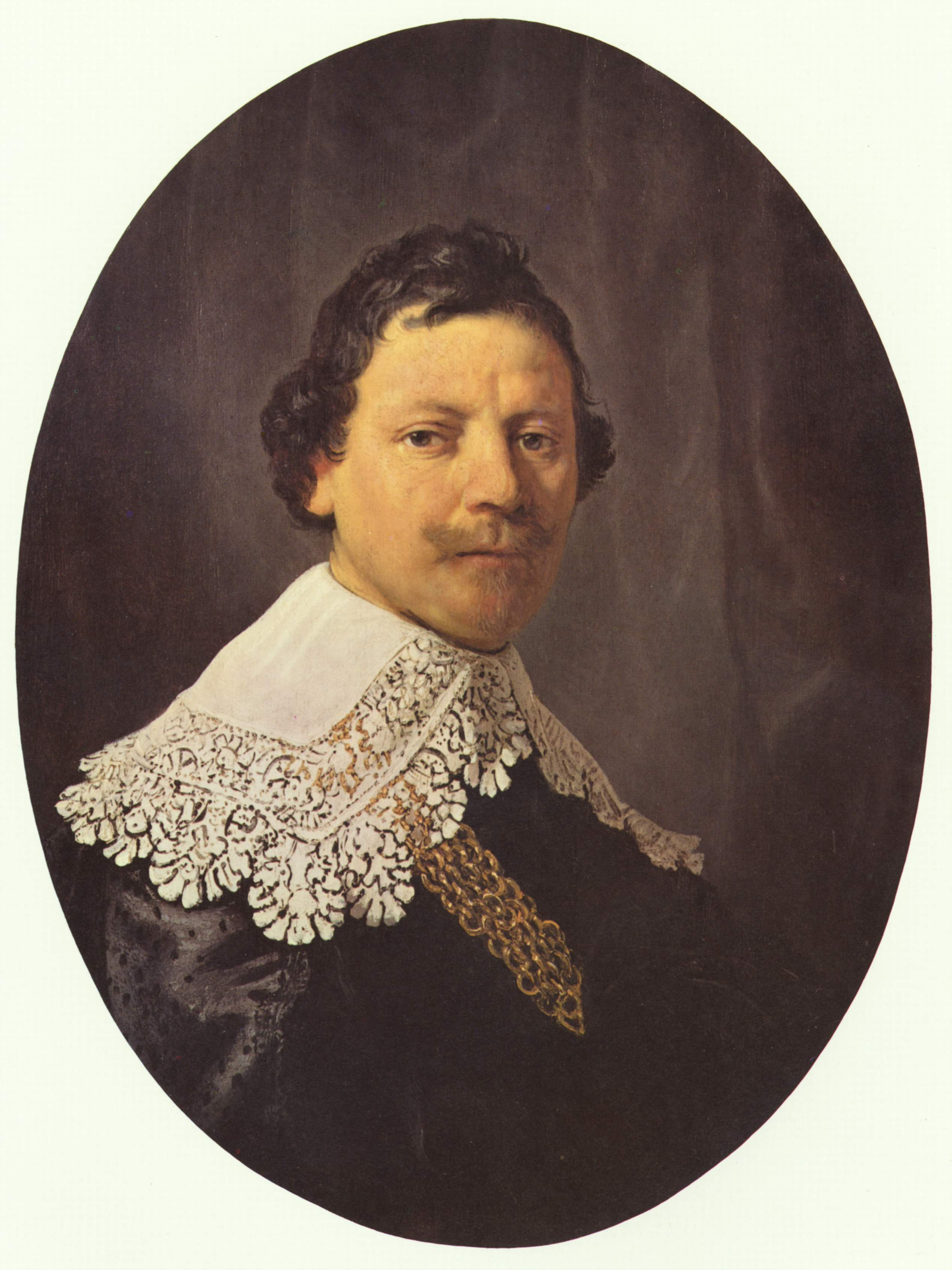
Tembrandt, Portrait de Harmensz. van Rijn, HdG nr. 660.
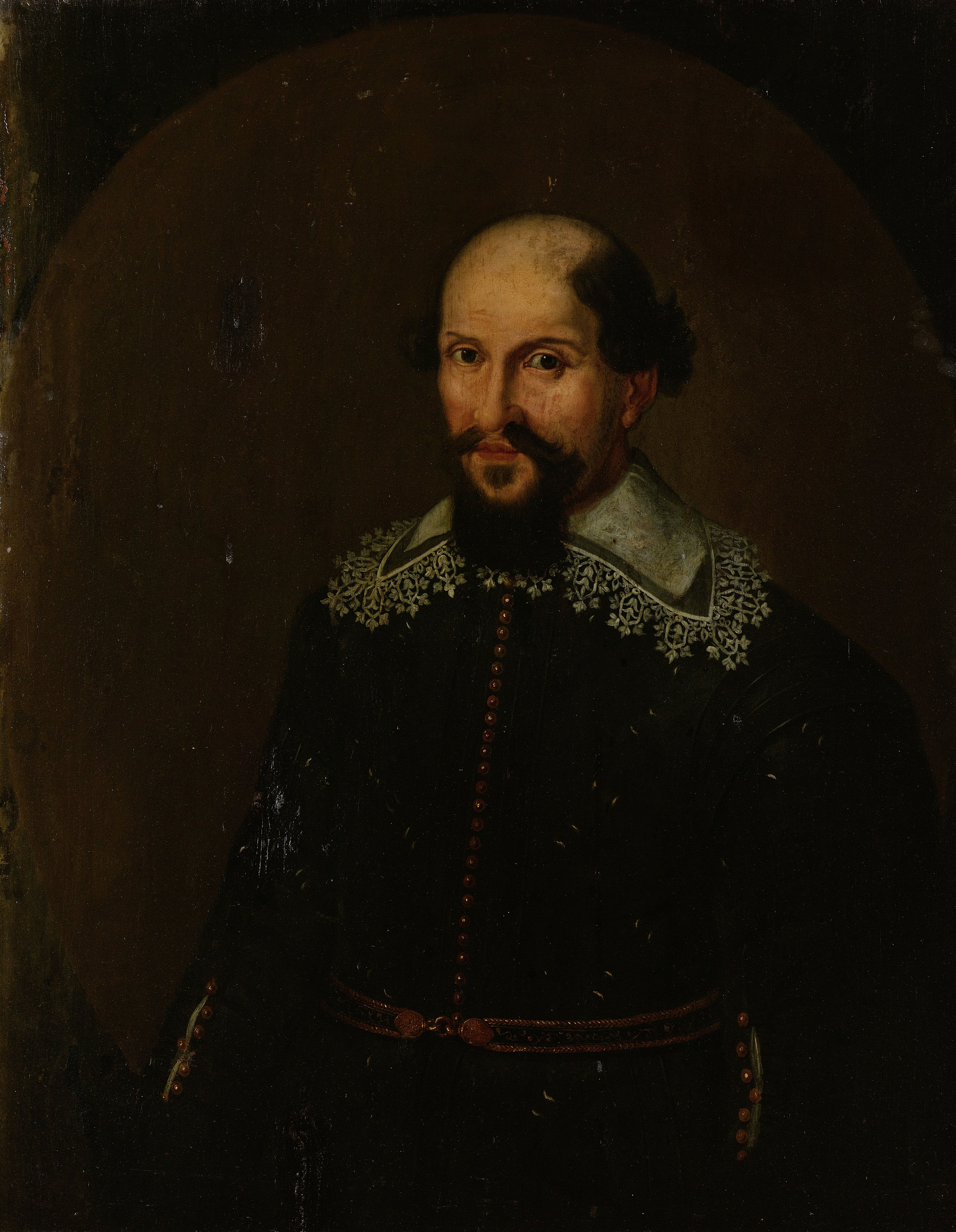
Anonyme, Portrait de Jacques Specx, beau-frère de Petronella.
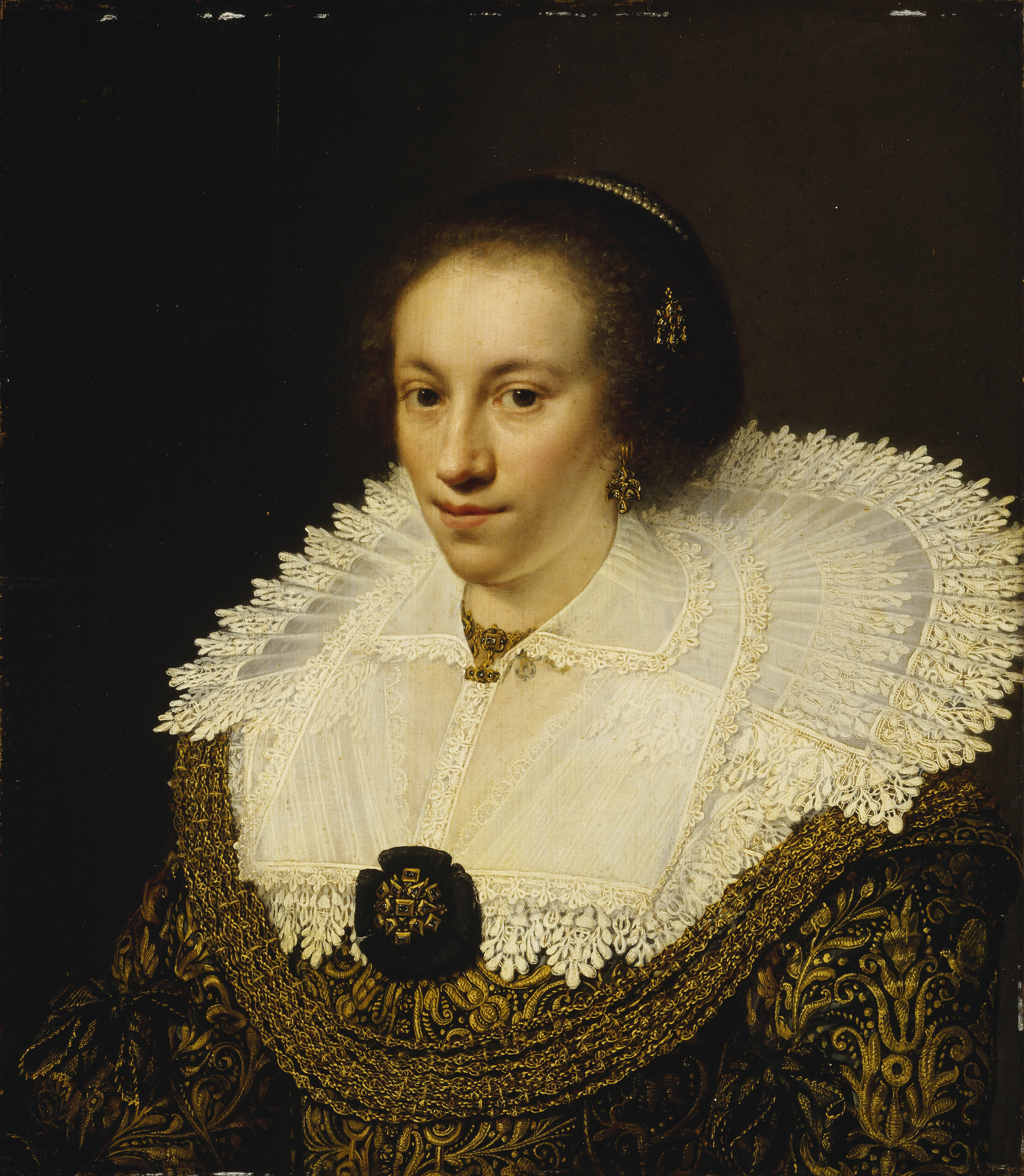
Jan van Ravesteyn, Portrait de Maria Odilia Buys, sœur de Petronella.